# 鳥屋野村
鳥屋野村（とやのむら）は、かつて新潟県中蒲原郡にあった村。1943年12月8日の新潟市への編入合併によって消滅し、現在は新潟市中央区の一部となっている。
以下の記述は合併直前当時の旧鳥屋野村に関しての記述であり、現在では名称等が異なる場合がある。なお、ここに記述されていない内容に関しては新潟市などの記事を参照。

## 歴史
- 1874年（明治7年） - 鳥屋野村と藤巻新田が合併し、鳥屋野村となる。
- 1889年（明治22年）4月1日 - 町村制施行にともなう合併により、鳥屋王村（とやのおむら）と女池村が発足。鳥屋王村役場は出来島新田に設置[2]。

| 鳥屋王村 | 鳥屋野村、網川原新田、親松新田、大島新田、出来島新田、上所島新田、下所島新田、天神尾新田、近江新田 |
| 女池村   | 女池新田、小張木新田、神道寺新田、紫竹山新田、堀之内新田、米山新田、笹口新田                       |

- 1890年（明治23年） - 鳥屋王村が鳥屋野村と改称[3]。
- 1901年（明治34年）11月1日 - 鳥屋野村と女池村が合併し、鳥屋野村となる。村役場は近江新田に設置[4]。
- 1943年（昭和18年）12月8日 - 新潟市へ編入[5]。（鳥屋野村消滅）

## 地域
鳥屋王村の地域のみ記載。

### 鳥屋王村
鳥屋王村は、合併した村名を継承する以下の大字で構成される。
鳥屋野 （とやの）
1889年（明治22年）まであった鳥屋野村の区域。現在の新潟市中央区鳥屋野。
網川原 （あみがわら）
1889年（明治22年）まであった網川原新田の区域。現在の新潟市中央区網川原。
親松 （おやまつ）
1889年（明治22年）まであった親松新田の区域。現在の新潟市中央区親松。
大島 （おおじま）
1889年（明治22年）まであった大島新田の区域。現在の新潟市中央区大島。
出来島 （できじま）
1889年（明治22年）まであった出来島新田の区域。現在の新潟市中央区出来島。
上所島 （かみところじま）
1889年（明治22年）まであった上所島新田の区域。現在の新潟市中央区上所。
下所島 （しもところじま）
1889年（明治22年）まであった下所島新田の区域。現在の新潟市中央区下所島。
天神尾 （てんじんお）
1889年（明治22年）まであった天神尾新田の区域。
近江 （おうみ）
1889年（明治22年）まであった近江新田の区域。現在の新潟市中央区近江。

### 信濃川埋立地
1929年（昭和4年）から1939年（昭和14年）にかけて行われた、新潟県による信濃川埋立によってできた地域。埋立以前から河川敷として利用されていたため、出来島など最寄りの大字に含められていたが、戦後になって町名が新光町と美咲町に変更された。

## 行政

### 歴代村長
- 永井友松[8][9][10]（1933年ごろ - 1935年ごろ）
- （不在）[11]（1935年ごろ）
- 逢坂良太郎[12][13][14][15]（1940年ごろ - 1943年12月7日 ）

## 学校
- 鳥屋野村立鳥屋野国民学校（現新潟市立鳥屋野小学校）
- 鳥屋野村立上所国民学校（現新潟市立上所小学校）
- 鳥屋野村立女池国民学校（現新潟市立女池小学校）
- 鳥屋野村立笹口国民学校（現新潟市立笹口小学校）